# Ingo Renner
Ingo Renner OAM (* 1. Juni 1940 in Hude; † 26. Februar 2022) war ein australischer Segelflieger. Er war der zweite Pilot, der drei Weltmeisterschaften in Folge gewann.

## Leben
Ingo Renner wurde in Hude bei Bremen geboren. Als Kind baute er Flugmodelle und wurde mit 15 Jahren Segelflieger. Später bildete er als Fluglehrer Nachwuchspiloten aus. Er arbeitete als Schiffbauer und ging 1967 nach Australien, wo er für die Werft Evans Deakin in Brisbane arbeitete. In seiner Freizeit war er wiederum Fluglehrer und kaufte eine Schneider ES-57 Kingfisher, bevor er sein erstes Auto erwarb.
Im Jahr 1970 wurde Renner australischer Vizemeister. Beruflich wechselte er als Cheffluglehrer an das neu gegründete Sportavia Soaring Centre in Tocumwal, New South Wales. Außerhalb der Flugsaison auf der Südhalbkugel wirkte er regelmäßig als Fluglehrer am Luftsportzentrum Oerlinghausen und in Sondrio. Neben dem Training der australischen Nationalmannschaft brachte er auch Japanern den Segelflugsport nahe. Im Jahr 2006 ging er in den Ruhestand, war aber noch als Vereinsfluglehrer tätig. Mit seiner Frau Judy gründete Renner 2008 den Southern Riverina Gliding Club. Er absolvierte fast 36.000 Flugstunden.
Ingo Renner starb am 26. Februar 2022 an Knochenkrebs und Leukämie. Er war verheiratet und hatte Kinder. Die australische Staatsbürgerschaft hatte er 1971 erworben.

## Segelflug
Renner gewann 1976 mit einer PIK-20 die Weltmeisterschaft in der Standardklasse in Räyskälä, nach der Silbermedaille 1974 in Waikerie mit einem Standard Cirrus. In der Offenen Klasse wiederholte er seinen Erfolg in Hobbs (New Mexico) 1983, in Rieti 1985 (jeweils mit Nimbus-3) und in Benalla 1987 (mit ASW 22B). Zuvor hatte nur George Lee drei Weltmeisterschaften in Folge gewonnen. Er wurde 19-facher australischer Meister und gewann 1983 den Barron Hilton Cup.
Renner stellte neben australischen Rekorden zwei FAI-Weltrekorde auf. Mit dem Doppelsitzer Caproni Calif legte er am 27. Januar 1975 eine Flugstrecke von 970,4 Kilometern zurück. Sein Geschwindigkeitsweltrekord vom 14. Dezember 1982 mit 195,3 km/h über ein 100-Kilometer-Dreieck wurde auch im Guinness-Buch der Rekorde verzeichnet.
Renner gehört zu den Pionieren des dynamischen Segelflugs. Er zeigte im Oktober 1974, dass dieser auch mit Segelflugzeugen zu verwirklichen ist. Nach Flügen mit einer Libelle verfeinerte er seine Technik mit der PIK-20, mit der er gegen den Wind vorfliegen konnte.

## Auszeichnungen
Renner erhielt 1988 die Lilienthal-Medaille der FAI sowie die Medaille des Order of Australia (OAM). Die Australian Sports Medal wurde ihm 2000 überreicht. Die Australian Avaiation Hall of Fame nahm ihn 2014 auf.